# ترامپچین
ترامپچین (به لاتین: Trąbczyn) یک روستا در لهستان است که در Gmina Zagórów واقع شده‌است.

## خصوصیات
ترامپچین ۵۰۰ نفر جمعیت دارد.